# Calliptamus wattenwylianus
Calliptamus wattenwylianus är en insektsart som beskrevs av Pantel 1896. Calliptamus wattenwylianus ingår i släktet Calliptamus och familjen gräshoppor. Inga underarter finns listade i Catalogue of Life.